# Jean Staune
Jean Staune, nacido en 1963 en Burdeos, es el fundador de la Universidad interdisciplinaria de París. Es ensayista, investigador independiente y filósofo de la ciencia. Licenciado en matemáticas, informática, paleontología humana, administración y economía. 

## Ideas
Metafísicamente evolucionista (existe una fuerza y una trascendencia que guía o predetermina la evolución de las especies), defiende que la evolución no es únicamente darwiniana. Tanto desde un punto de vista filosófico como científico se declara abiertamente como antimaterialista. Se comparan sus concepciones filosóficas al diseño inteligente.

## Obras
- La science en otage. Comment certains industriels, écologistes, fondamentalistes et matérialistes nous manipulent, Presses de la Renaissance, Paris, 2010. ISBN 9782750905026
- Au-delà de Darwin. Pour une autre vision de la vie, Actes Sud, Jacqueline Chambon Éditions, 2009. ISBN 9782742785933
- Notre existence a-t-elle un sens ? Une enquête scientifique et philosophique, EDI8 - PLON, 2007. ISBN  9782750904593
- Jean Staune (dir.), Science et quête de sens, Presses de la Renaissance, 2005. Textos de Christian de Duve, Trinh Xuan Thuan, Bernard d'Espagnat, Charles Townes, Ahmed Zewail, William Phillips, Jean Kovalevsky y otros.
- Jean Staune (dir.), L'Homme face à la science, Criterion, 1992. Textos de Hubert Reeves, Ilya Prigogine, René Lenoir, Jacques Arsac y otros.
- Michael Behe, La Boîte Noire de Darwin - Intelligent Design, dans la collection Science et Quête de Sens sous la direction de Jean Staune, Presses de la Renaissance, 2009.
- Jean Staune prefacio deDieu, les miracles et la science de Lucien Daly, Tatamis, 2012.

- Datos: Q3174678